# Даскилеон
Даскилеон (др.-греч. Δασκύλιον, Δασκυλεῖον; лат. Dascylium) — античный город в Малой Азии, на территории древней Вифинии, ныне в провинции Балыкесир, в Турции.

## История и археология
Развалины Даскилеона находятся близ озера Маньяс, в 30 километрах от города Бандырма. Основан был около 700 года до н. э. царём Лидии Даскилом, отцом Гига. После персидского завоевания в VI веке до н. э. Даскилеон, во времена царя Ксеркса, становится резиденцией сатрапов. Город имел важное стратегическое значение, так как позволял контролировать Дарданеллы. Находился в составе Персидского государства до 330 года до н. э.
Развалины Даскилеона были обнаружены в 1952 году археологами Куртом Бителем и Экремом Акургалом. Акургал проводил здесь раскопки в 1954—1960 годах. Начиная с 1988 года изыскательские работы в Даскилеоне проводила турецкая археолог Томриз Бакир. Сделанные в городе находки можно увидеть в музее города Бандырма. В 2005 году археологами в Даскилеоне был обнаружен дворец персидского сатрапа Артабаза, построенный в 447 году до н. э. Поблизости также находился зороастрийский храм, самый западный из всех, до сих пор известных древних сооружений этого культа. Дворец сатрапа, как установлено, был возведён с использованием частей стен и рельефов более ранних строений.